# Internal Revenue Code
Der Internal Revenue Code (kurz: IRC) ist das nationale Bundesgesetz zur Besteuerung von Individuen und Organisation in den USA. Es ist der 26. Titel des United States Code (USC), also des gesammelten Bundesrechts der Vereinigten Staaten von Amerika. Der IRC ist nach Themen aufgeteilt. Unter jedem Thema (topic) finden sich Unterthemen (subtitles) mit mehreren Abschnitten (sections). Diese Themen betreffen die Einkommensteuer, Lohnsteuer, Grundsteuer und Abgaben sowie die dazugehörigen Verwaltungsanweisungen. Die Steuergesetzgebung wird von der Bundesbehörde Internal Revenue Service überwacht.

## Geschichte

### Ursprünge
Vor 1874 wurde Bundesgesetz in den USA nicht kodifiziert. Deshalb wurden Gesetze des Kongress der Vereinigten Staaten in einzelnen Büchern publiziert und nach Themen wie Besteuerung, Insolvenzordnung und weiteren Themen sortiert und gedruckt. In der erstmals erfolgten Gesamtkodifizierung des 1. Dezembers 1871 war Titel 35 dieser Kodifizierung erstmals der Internal revenue. Eine Erweiterung erfolgt 1878. 1919 wurde durch das Repräsentantenhaus der Vereinigten Staaten eine Neuauflage des USC begonnen, die 1926 in einer vollständigen Neuauflage mündete, die auch die Besteuerungsgesetze enthielt.

### Internal Revenue Code
Im Act of Congress, 1939 wurde der Internal Revenue Code als Band 53 (volume 53), Teil I des United States Statutes at Large sowie als Titel 26 des United States Code veröffentlicht. Künftig wurden alle Gesetzesänderungen basieren auf dem Act of Congress, 1939 geschlossen. Ab 1954 wurden die Abläufe des Internal Revenue Service grundlegende geändert. So wurde ab März 1955 eine fünfprozentige Steuererhöhung für Firmen sowie eine 4%ige Steuergutschrift für Individuen beschlossen. 1986 wurden durch den Tax Reform Act of 1986 der Name des bisherigen Gesetzes in Internal Revenue Code of 1986 geändert. Im USC fanden die Gesetze nunmehr Platz unter dem Titel 26.

## Aufteilung
Die Aufteilung des IRC ist wie folgt:
| Abschnitt  | Thema                                                                                                |
| ---------- | --- |
| 1–15       | Steuersätze                                                                                          |
| 21–54      | Steuerguthaben (erstattungsfähig und nicht erstattungsfähig)                                         |
| 55–59A     | Mindeststeuer & Umweltsteuer                                                                         |
| 61–90      | Definition des besteuerbaren Einkommens                                                              |
| 101–140    | Ausschlüsse des besteuerbaren Einkommens                                                             |
| 141–149    | Steuerbefreite Anleihen für Individuen                                                               |
| 151–153    | Steuerbefreiungen                                                                                    |
| 161–199    | Steuerabzüge für Zinsen, Verluste und firmenbezogene Ausgaben                                        |
| 211–224    | Einzelabzüge für Privatpersonen                                                                      |
| 241–250    | Abzüge für Unternehmen                                                                               |
| 261–291    | Nicht abzugsfähige Posten                                                                            |
| 301–386    | Unternehmenstransaktionen, einschließlich Gründungen, Ausschüttungen, Umwandlungen und Liquidationen |
| 401–436    | Private Pensions- und Leistungspläne                                                                 |
| 441–483    | Rechnungslegung und Steuerjahre                                                                      |
| 501–530    | Steuerbefreite Organisationen (NPO)                                                                  |
| 531–565    | Kumulierte Einkommenssteuer und persönliche Beteiligungsgesellschaften                               |
| 581–597    | Sonderregeln für Banken                                                                              |
| 611–638    | Abbau von natürlichen Ressourcen (deutsch: Forstwirtschaft)                                          |
| 641–692    | Definition von Trusts und deren Besteuerung                                                          |
| 701–777    | Partnerschaften: Definition und die Behandlung der dahinterliegende Individuen                       |
| 801–858    | Versicherungen: Sonderregeln und Definition                                                          |
| 851–860    | Regulierte Vermögensverwalter und Real Estate Investment Trusts (REIT)                               |
| 861–865    | Einkommensherkunft aus internationalen Verdiensten                                                   |
| 871–898    | Steuern für Ausländern und ausländische Firmen                                                       |
| 901–908    | Steuervergünstigungen für Ausländer                                                                  |
| 911–943    | Ausschluss von ausländischen Einkünften                                                              |
| 951–965    | Besteuerung von Aktienbesitzern von ausländischen Firmen                                             |
| 971–999    | Weitere internationale Steuereinnahmen                                                               |
| 1001–1092  | Gewinne: Definitionen, Charakterisierung und Anerkennung                                             |
| 1201–1298  | Veräußerungsgewinne: Getrennte Besteuerung und Sonderregelungen                                      |
| 1301–1359  | Anpassungen zwischen Steuerperioden: Sonderregeln                                                    |
| 1361–1388  | Kapitalgesellschaften und Genossenschaften: Durchflussregeln                                         |
| 1391–1400T | Vertretungen, Unternehmen und andere Sondereinkunftszonen                                            |
| 1401–1403  | Einzelunternehmer                                                                                    |
| 1441–1465  | Dividendensteuer für Nichtsteueransässige                                                            |
| 1501–1564  | Konzernbilanzen und verbundene Gruppen (Kapitalgesellschaften)                                       |
| 2001–2210  | Erbschaftssteuer und Übertragungen aus Erbschaft                                                     |
| 2501–2704  | Schenkungssteuer und Generationenverträge                                                            |
| 3101–3241  | Sozialversicherungs- und Eisenbahnrentensteuern                                                      |
| 3301–3322  | Arbeitslosenversicherung                                                                             |
| 3401–3510  | Einkommensteuerabzug und Lohnsteuer                                                                  |
| 4001–5000  | Verbrauchssteuern nach Waren, Transaktionsart und Branchen                                           |
| 5001–5891  | Alkohol-, Tabak- und Waffensteuern sowie Sonderverbrauchssteuern                                     |
| 6001–6167  | Steuererstattungen: Voraussetzungen, Verfahrensregeln, Zahlungen, Abrechnungen, Verlängerungen       |
| 6201–6533  | Bewertung von Vermögenswerten, Berechnung und Minderung von Schätzungen                              |
| 6601–6751  | Zinsen auf Gebühren ohne strafrechtliche Implikation für Nichtbezahlung derselben                    |
| 6801–7124  | Weitere Verwaltungsvorschriften                                                                      |
| 7201–7344  | Straftaten, Verwirkung und Steuerhinterziehung                                                       |
| 7401–7493  | Steuergerichtsverfahren                                                                              |
| 7501–8023  | Sonstige Regeln                                                                                      |
| 9001–9834  | Sondersteuern und Fonds (z. B. betreffend die Präsidentschaftswahlen, Autobahnen etc.)               |

## Referenzen
- U.S. Code Title 26 über das United States Government Printing Office
- Titel 26 bei der Cornell-Universität
- Bloomberg Tax Internal Revenue Code mit Aktualisierungen von Editor's Notes

1. ↑  Andere Bundessteuern finden sich in anderen Titeln des the United States Code wie Titel 11 (Insolvenz) und Titel 19 (Zölle).
2. ↑  § 2(a) des IRC